# NGC 3385
NGC 3385 este o galaxie lenticulară situată în constelația Sextantul. A fost descoperită în 9 aprilie 1828 de către John Herschel.